# Nélson de Jesús Silva
Nelson De Jesús Silva (Irará, 7 oktober 1973), kortweg Dida genoemd, is een voormalig Braziliaans profvoetballer en huidig voetbaltrainer. Hij was jarenlang de eerste doelman van het Braziliaans nationaal elftal. Dida is een van de weinige spelers die zowel de CONMEBOL Libertadores als de UEFA Champions League (de UEFA Champions League won hij tweemaal) wist te winnen. Verder won Dida internationaal in clubverband nog tweemaal het FIFA Club World Championship, tweemaal de UEFA Super Cup, eenmaal de Copa Master de Supercopa en eenmaal de Copa de Oro. Met Brazilië won Dida eenmaal het FIFA-wereldkampioenschap, eenmaal de CONMEBOL Copa América en tweemaal de FIFA Confederations Cup.

## Clubcarrière

### Brazilië
De profcarrière van Dida begon in 1993 bij de Braziliaanse club Vitória. Daarna speelde hij in eigen land voor Cruzeiro en Corinthians. Zijn eerste Europese club was het Zwitserse FC Lugano. 

### AC Milan
Topclub AC Milan had een oogje op Dida, vanwege zijn behendigheid met strafschoppen. In zijn eerste wedstrijd voor AC Milan tegen Leeds United, in de UEFA Champions League van 2000/01, ging hij in de fout en Dida werd teruggestuurd naar Brazilië. Corinthians nam Dida op huurbasis over, maar keerde een jaar weer terug bij AC Milan, waar hij ditmaal wel indruk wist te maken. In 2003 had Dida zijn grootste clubsucces toen hij met de Rossoneri na strafschoppen de UEFA Champions League won ten koste van Juventus.
In de UEFA Champions League-kwartfinale op 13 april 2005 raakte hij gewond toen de supporters van Internazionale vuurwerk gooiden, omdat juist een doelpunt om onduidelijke redenen was afgekeurd en AC Milan 1–0 voorstond (terwijl het ook al de heenronde met 0–2 had gewonnen). Dida werd geraakt op de schouder toen hij zijn doelgebied vuurwerkvrij probeerde te maken. Dida kon de wedstrijd niet uitspelen en werd vervangen door Christian Abbiati. Toen de wedstrijd na twintig minuten onderbreking weer op gang werd gefloten, gingen de supporters van Internazionale door met Bengaals vuurwerk te gooien. De wedstrijd werd uiteindelijk definitief gestaakt.
In 2005 speelde hij weer een UEFA Champions League-finale. Hierin kwam AC Milan met 3–0 voor tegen Liverpool. In een hectische tweede helft kwam Liverpool terug tot 3–3 sleepten de Engelsen er een strafschoppenreeks uit. Hierin werd Jerzy Dudek de held, omdat hij zo onconventioneel speelde. Hij ging heen en weer "dansen" op de doellijn. Hoewel Dida nog een zeer knap een straschop pakte van Riise, werden de spelers van Milan te erg afgeleid. Alleen Jon Dahl Tomasson en Kaká scoorden, waar Serginho, Pirlo en Shevchenko misten.
Dida is wellicht nog beroemder geworden in de UEFA Champions League-wedstrijd tegen Celtic in 2007. Toen Celtic de 2–1 scoorde, na een fout van Dida, liep een supporter het veld op om Dida te bedanken. Dit deed hij door middel van een tikje tegen de wang van Dida. Het incident zag er ronduit komisch uit, want na het tikje van de fan zette Dida aanvankelijk de achtervolging in op de euforische supporter. Na een paar meter besefte de Braziliaan echter dat hij beter kon gaan liggen, om zodoende de kans te vergroten dat Celtic bestraft zou worden. Dida stortte ter aarde en verliet het veld ter brancard. Voor de slotseconden van het duel werd hij vervangen door Zeljko Kalac. Dit incident werd door de hele wereld uitgezonden en werd ook door het bestuur en trainer niet in dank afgenomen. Dit kostte Dida zijn basisplaats en geloofwaardigheid. In 2010 liep zijn contract bij AC Milan af en hij vond lange tijd geen club. In mei 2012 keerde Dida terug naar Brazilië, waar hij nog voor Portuguesa, Grêmio en SC Internacional uitkwam.

## Interlandcarrière
In 2002 was Dida met Brazilië wereldkampioen geworden op het WK 2002. Hij speelde als reservedoelman achter eerste keus Marcos echter geen minuut. Op het WK voetbal in Duitsland speelde Dida alle wedstrijden. Hoewel Brazilië de topfavoriet was voor het toernooi, reikten ze niet verder dan de kwartfinale. Hierin werden ze verslagen door Frankrijk, met 1–0. Het doelpunt werd gemaakt door Thierry Henry in de zesenvijftigste minuut. Op 2 oktober 2006 bedankte Dida voor het nationale elftal van Brazilië, waarna hij tevens zijn interlandloopbaan beëindigde.

## Clubstatistieken
| Seizoen | Club          | Competitie                                  | Competitie | Competitie | Beker | Beker | Internationaal | Internationaal | Totaal | Totaal |
| Seizoen | Club          | Competitie                                  | Wed.       | Dlp.       | Wed.  | Dlp.  | Wed.           | Dlp.           | Wed.   | Dlp.   |
| ------- | ------------- | ------------------------------------------- | ---------- | ---------- | ----- | ----- | -------------- | -------------- | ------ | ------ |
| 1993    | Vitória       | Série A                                     | 24         | 0          | 0     | 0     | 0              | 0              | 24     | 0      |
| 1994    | Cruzeiro      | Série A                                     | 23         | 0          | 0     | 0     | 6              | 0              | 29     | 0      |
| 1995    | Cruzeiro      | Série A                                     | 20         | 0          | 3     | 0     | 8              | 0              | 31     | 0      |
| 1996    | Cruzeiro      | Série A                                     | 22         | 0          | 9     | 0     | 0              | 0              | 31     | 0      |
| 1997    | Cruzeiro      | Série A                                     | 26         | 0          | 2     | 0     | 20             | 0              | 48     | 0      |
| 1998    | Cruzeiro      | Série A                                     | 30         | 0          | 5     | 0     | 14             | 0              | 49     | 0      |
| 1998/99 | Lugano        | Challenge League                            | 0          | 0          | 0     | 0     | 0              | 0              | 0      | 0      |
| 1999    | → Corinthians | [[Campeonato Brasileiro Série A\| Série A]] | 25         | 0          | 0     | 0     | 0              | 0              | 25     | 0      |
| 2000    | → Corinthians | [[Campeonato Brasileiro Série A\| Série A]] | 4          | 0          | 0     | 0     | 11             | 0              | 15     | 0      |
| 2000/01 | AC Milan      | Serie A                                     | 1          | 0          | 0     | 0     | 6              | 0              | 7      | 0      |
| 2001    | → Corinthians | [[Campeonato Brasileiro Série A\| Série A]] | 8          | 0          | 0     | 0     | 0              | 0              | 8      | 0      |
| 2002    | → Corinthians | [[Campeonato Brasileiro Série A\| Série A]] | 18         | 0          | 9     | 0     | 0              | 0              | 27     | 0      |
| 2002/03 | AC Milan      | [[Serie A\| Serie A]]                       | 30         | 0          | 0     | 0     | 14             | 0              | 44     | 0      |
| 2003/04 | AC Milan      | [[Serie A\| Serie A]]                       | 32         | 0          | 2     | 0     | 11             | 0              | 45     | 0      |
| 2004/05 | AC Milan      | [[Serie A\| Serie A]]                       | 36         | 0          | 1     | 0     | 13             | 0              | 50     | 0      |
| 2005/06 | AC Milan      | [[Serie A\| Serie A]]                       | 36         | 0          | 0     | 0     | 12             | 0              | 48     | 0      |
| 2006/07 | AC Milan      | [[Serie A\| Serie A]]                       | 25         | 0          | 3     | 0     | 13             | 0              | 41     | 0      |
| 2007/08 | AC Milan      | [[Serie A\| Serie A]]                       | 13         | 0          | 0     | 0     | 7              | 0              | 20     | 0      |
| 2008/09 | AC Milan      | [[Serie A\| Serie A]]                       | 10         | 0          | 1     | 0     | 8              | 0              | 19     | 0      |
| 2009/10 | AC Milan      | [[Serie A\| Serie A]]                       | 23         | 0          | 0     | 0     | 5              | 0              | 28     | 0      |
| 2012    | Portuguesa    | [[Campeonato Brasileiro Série A\| Série A]] | 32         | 0          | 0     | 0     | 0              | 0              | 32     | 0      |
| 2013    | Grêmio        | [[Campeonato Brasileiro Série A\| Série A]] | 46         | 0          | 6     | 0     | 8              | 0              | 60     | 0      |
| 2014    | Internacional | [[Campeonato Brasileiro Série A\| Série A]] | 34         | 0          | 5     | 0     | 2              | 0              | 41     | 0      |
| 2015    | Internacional | [[Campeonato Brasileiro Série A\| Série A]] | 1          | 0          | 0     | 0     | 0              | 0              | 1      | 0      |
| Totaal  | Totaal        | Totaal                                      | 519        | 0          | 46    | 0     | 158            | 0              | 723    | 0      |

## Erelijst
Vitória
- Campeonato Baiano: 1992

 Cruzeiro
- Copa Master de Supercopa: 1994
- Copa de Oro: 1995
- Copa do Brasil: 1996
- CONMEBOL Libertadores: 1997
- Campeonato Mineiro: 1994, 1996, 1997, 1998

 Corinthians
- Campeonato Brasileiro: 1999
- FIFA Club World Championship: 2000
- Torneio Rio-São Paulo: 2002
- Copa do Brasil: 2002

 AC Milan
- Serie A: 2003/04
- Coppa Italia: 2002/03
- Supercoppa: 2004
- UEFA Champions League: 2002/03, 2006/07
- UEFA Super Cup: 2003, 2007
- FIFA Club World Cup: 2007

 Internacional
- Campeonato Gaúcho: 2014, 2015

 Brazilië (jeugd)
- CONMEBOL Sudamericano onder 20: 1992
- FIFA WK onder 20: 1993
- CONMEBOL Men Pre-Olympic Tournament: 1996

 Brazilië
- CONMEBOL Copa América: 1999
- FIFA WK: 2002
- FIFA Confederations Cup: 1997, 2005

Individueel
- Placar Bola de Prata: 1993 (Vitória), 1996, 1998 (Cruzeiro), 1999 (Corinthians)
- Wereldkeeper van het jaar - Zilveren bal: 2005[1]
- Wereldkeeper van het jaar - Bronzen bal: 2004[2]
- Serie A Doelman van het Jaar: 2003/04
- FIFPro World XI: 2005
- FIFPro Goalkeeper of the Year: 2005
- IFFHS Best Brazilian Goalkeeper of the 21st Century[3]
- A.C. Milan Hall of Fame[4]